# Cer (wieś)
Cer (cyr. Цер) – wieś w Bośni i Hercegowinie, w Republice Serbskiej, w mieście Zvornik. W 2013 roku liczyła 426 mieszkańców.